# Ньюкерк-авеню — Литл-Хейти (линия Ностранд-авеню, Ай-ар-ти)
|   |   |   |   |
| · | · | · | · |

|   |   |   |   |
| · | · | · | · |

«Ньюкерк-авеню — Литл-Хейти» (англ. Newkirk Avenue–Little Haiti) — станция Нью-Йоркского метрополитена, расположенная на линии Ностранд-авеню, Ай-ар-ти. Станция находится на пересечении  Ньюкерк-авеню и Ностранд-авеню в округе Флэтбуш, Бруклин. На станции останавливаются маршруты 2 (круглосуточно) и 5 (в будни днём).
Эта станция была открыта 23 августа 1920 года. Часть «Литл-Хейти» («Маленькое Гаити») была добавлена к названию в 2021 году, чтобы отразить присутствие сообщества выходцев из Гаити в окрестностях станции. Представлена двумя боковыми платформами и двумя путями между ними. Путевые стены покрыты плиткой с зелёной декоративной линией и оригинальными вставками 1920-х годов. На них изображена буква «N» — первая буква названия станции. Также имеются мозаики с полным названием станции «NEWKIRK AVE». В 1950-х годах обе платформы были продлены с учётом возросшей длины поездов IRT. Балочные колонны станции окрашены в зелёный цвет, и на них также имеется название станции в виде чёрных табличек.
Каждая платформа имеет свою зону оплаты, которая находится в центре платформ. Именно здесь платформы имеют максимальную ширину. Так как нет никаких переходов, то бесплатный переход между направлениями невозможен. Хотя имеются свидетельства, что когда-то на станции имелся переход и сейчас он закрыт. Выход с платформы в сторону Манхэттена представляет собой несколько турникетов, расположенных на уровне платформы, и лестницу, ведущую на юго-восточный угол перекрёстка Ньюкерк-авеню и Ностранд-авеню. Зона оплаты платформы южного направления представляет собой один полноростовый турникет только на выход, один полноростовый турникет на выход/вход и одну лестницу, ведущую на юго-западный угол перекрёстка Ньюкёрк-авеню и Ностранд-авеню.

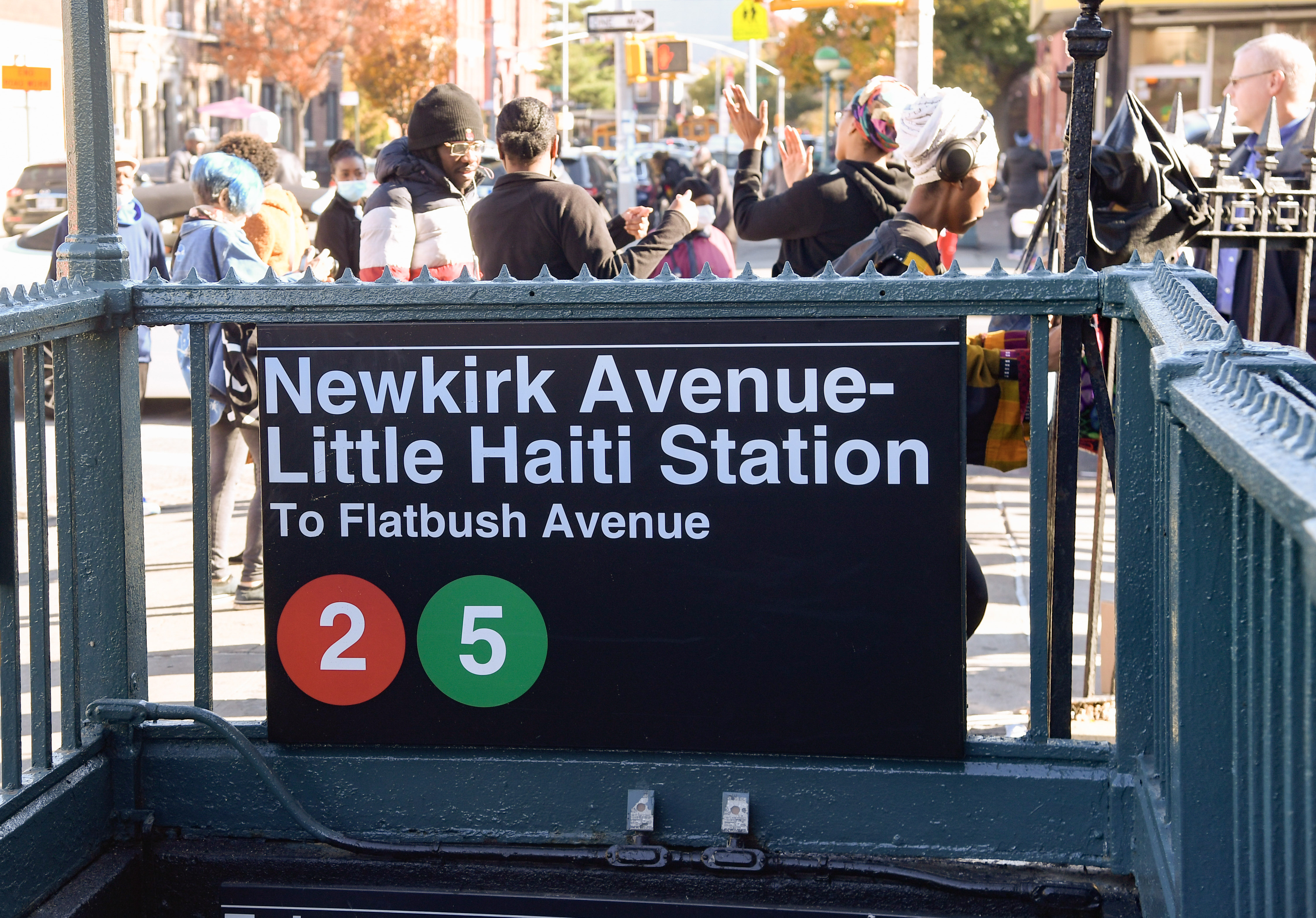
Выход с платформы южного направления

Кроме того, в северном конце платформы южного направления имеется ещё одна лестница, работающая только на выход. Этот дополнительный выход ведёт к западной стороне Ностранд-авеню немного южнее авеню Ди и имеет два полноростовых турникета. Выход был построен в 1950-х годах.